# ConferenceBike
ConferenceBike — 7-місний транспортний засіб, створений художником Еріком Сталлером та продукований у Нідерландах. Одна людина керує, і всі можуть працювати педалями. У більшості країн він має такий самий правовий статус, як і велосипед. Зараз існує понад 300 ConferenceBike у 18 країнах.

## Призначення

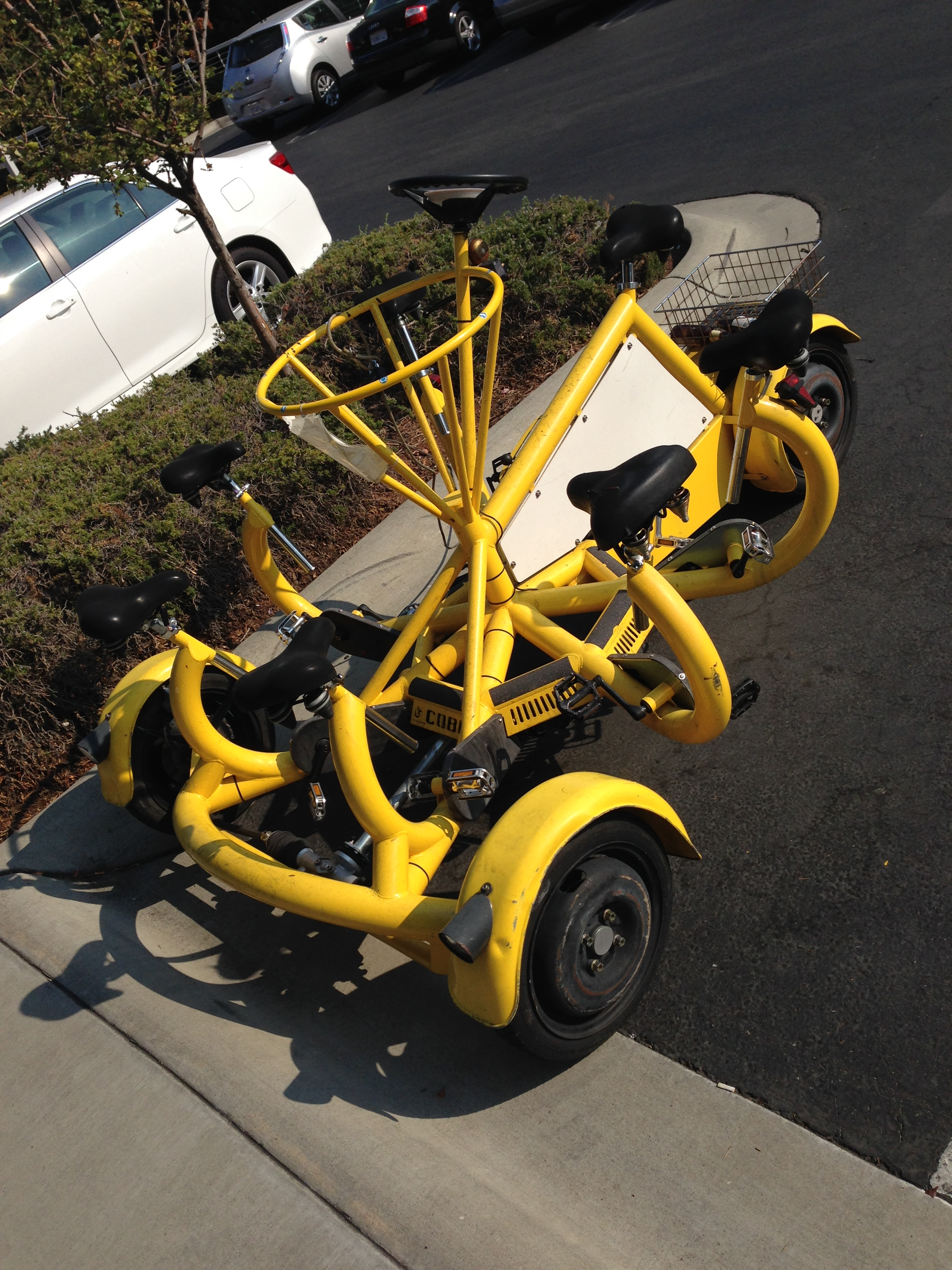
ConferenceBike у Googleplex

ConferenceBike використовується, в основному, для туризму, а також як інструмент тимбілдингу у корпораціях та університетських містечках. Google Inc. має дев'ять велосипедів, які використовуються для транспортування та тимбілдингу у своєму кампусі.
Медичний центр Адміністрації охорони здоров'я ветеранів у м. Вашингтон має ConferenceBike, який передав батько Еріка Сталлера. Він використовується працівниками та ветеранами для проведення рекреаційних заходів та кампаній збору коштів.

## Технічні характеристики
- Довжина: 2,50 м (8 фут 2 дюйм)
- Ширина: 1,80 м (5 фут 11 дюйм)
- Вага: 220 кг (490 фунт)